# جان مک‌گیور
جان مک‌گیور (انگلیسی: John McGiver؛ ۵ نوامبر ۱۹۱۳ – ۹ سپتامبر ۱۹۷۵) هنرپیشه اهل ایالات متحده آمریکا بود که در مدت بیست سال از ۱۹۵۵ تا ۱۹۷۵، بیش از صد بار در سینما و تلویزیون حضور یافت.
از فیلم‌هایی که وی در آن نقش داشته است، می‌توان به کابوی نیمه‌شب، صبحانه در تیفانی، کاندیدای منچوری، یک رابطه همه‌جانبه و عشق در بعدازظهر اشاره کرد.